# 丸の内駅
- 愛知県清須市にある名鉄名古屋本線の「丸ノ内駅」とは異なります。
- その他の丸の内駅については「丸の内駅 (曖昧さ回避)」をご覧ください。

丸の内駅（まるのうちえき）は、愛知県名古屋市中区丸の内2丁目にある名古屋市営地下鉄の駅である。
鶴舞線と桜通線が乗り入れる。鶴舞線にはT06、桜通線にはS04の駅番号が付与されている。

## 歴史
- 1981年（昭和56年）11月27日：鶴舞線の延伸に伴い開業する[1]。
- 1989年（平成元年）9月10日：桜通線の開業に伴い駅を開設し、乗換駅となる[2]。
- 2002年 （平成14年）頃：鶴舞線ホームにおいてバリアフリー化が行われ、北改札口と鶴舞線ホームを結ぶエレベーターを設置。同時に、改札外の東改札口と北改札口を結ぶ連絡通路にもエレベーターを設置。
- 2011年（平成23年）2月11日：乗車カード「manaca」の供用を開始する。
- 2011年（平成23年）3月5日：桜通線で可動式ホーム柵の供用を開始する[WEB 2]。
- 2022年（令和4年）7月1日：駅の管轄を従来の桜通線駅務区今池管区駅から鶴舞線運転区に移管。これに伴い所属が桜通線から鶴舞線になった [WEB 3]。
- 2025年（令和7年）3月10日：鶴舞線で可動式ホーム柵の供用を開始する[WEB 4]。

## 駅構造
鶴舞線は伏見通（国道22号・国道19号）の下を南北に、桜通線は桜通（愛知県道68号名古屋津島線・国道19号）の下を東西に走り、駅はその交点である日銀前交差点付近に位置している。両線のホームはそれぞれ離れた場所に位置し、乗り換えには5分ほどの時間を要する。また改札内の乗り換え連絡通路にはエレベーターが設置されていなかったが、2018年11月1日から運用を開始した。改札内連絡通路と鶴舞線ホームはエレベーター1本で連絡しているが桜通線ホームとは2本のエレベーターを乗り継ぐ形になっている。また、鶴舞線と桜通線の乗り換え駅は、他にも御器所駅が存在するが、こちらは当駅とは異なり、短時間で乗り換え可能である。
当駅は、鶴舞線運転区が管轄している。
両線ともに島式ホーム1面2線を有する地下駅で、いずれも有効長は20m車8両編成分である。可動式ホーム柵が設置されており、桜通線ホームのものは扉に青色のアクセントカラーが配されている。なお、同ホームは地上から約24mの深さに設置されており、名古屋市営地下鉄では最も深い位置にある駅である。
両線の間には連絡線が設置されており、桜通線（西方向行き）の駅東側にて本線の南側にある側線からスイッチバックする線形をとり、鶴舞線（南方向行き）の駅南側とを結んでいる。桜通線の車両は検査（月検査以上）や整備の際、この連絡線を経由して日進工場へ回送される（日常検査は徳重車庫で行う）。ハッチーキッズクラブの団体列車（会員限定）で走行することはあるが、それ以外で公にすることはほとんどなく、連絡線内部は事実上部外秘の状態になっていたが、2021年9月4日にテレビ愛知で放送された『工場へ行こう』では、運転席のカメラで連絡線を走行中の映像が公開された。また、両線の駅を結ぶ連絡通路のうち、改札外連絡通路はこの連絡線の直上を沿うように設けられており、線路と同じ緩やかなカーブとなっている。鶴舞線の伏見寄りにある片渡り線は桜通線への連絡線が開業したのと同時に設置された（それまでは隣の伏見駅に両渡り線が設置されていた）。桜通線には渡り線がなく、連絡線から直接徳重方面へは向かうことができない。そのため連絡線から出てきた列車は当駅から一旦太閤通駅まで進んでから折り返して徳重方面へ向かう。
また、この連絡線から鶴舞線ホームをはさんだ反対側にあたる北側（赤池方面行列車が鶴舞線ホームに入る直前）には、構想されていた7号線と接続するためトンネルの分岐が用意されており、保線用の資材置き場として利用されている。
桜通線ホームには2017年7月18日より、「ローソン名古屋地下鉄丸の内駅店」が設置されている（かつては「サークルKミニ名古屋丸の内店」が出店していたが、契約満了のため2017年3月2日に閉店した）。また、鶴舞線北改札外にコンビニ（ファミリーマート、後にセブン−イレブン）が出店していたことがあるが、閉店している。
2019年3月14日に、7番出口付近に北改札と地上を直結するエレベーターが運用を開始した。

### のりば

丸の内駅構内図
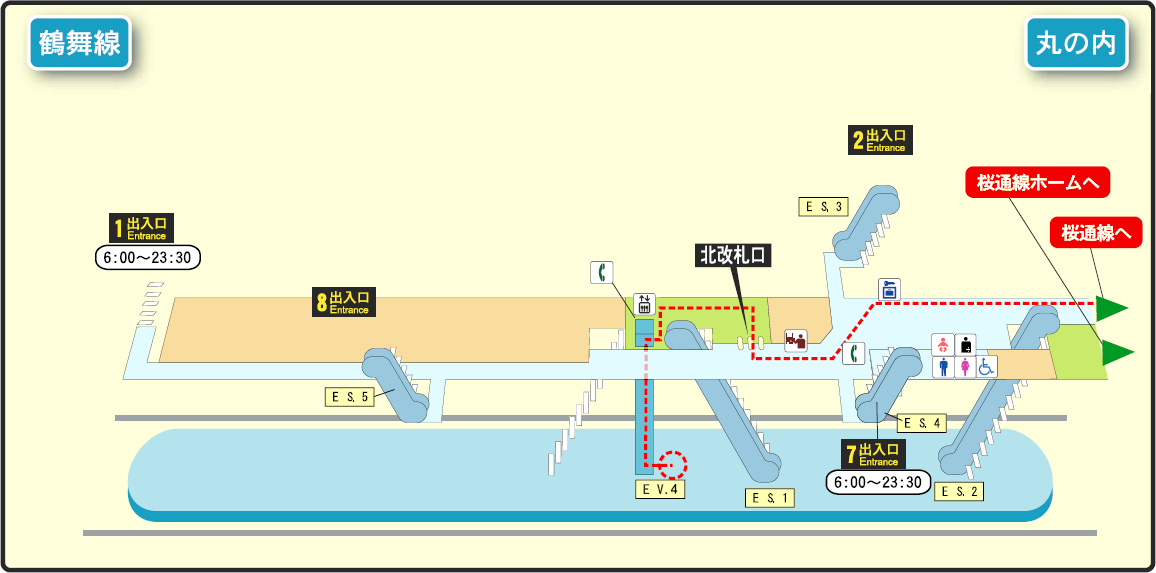
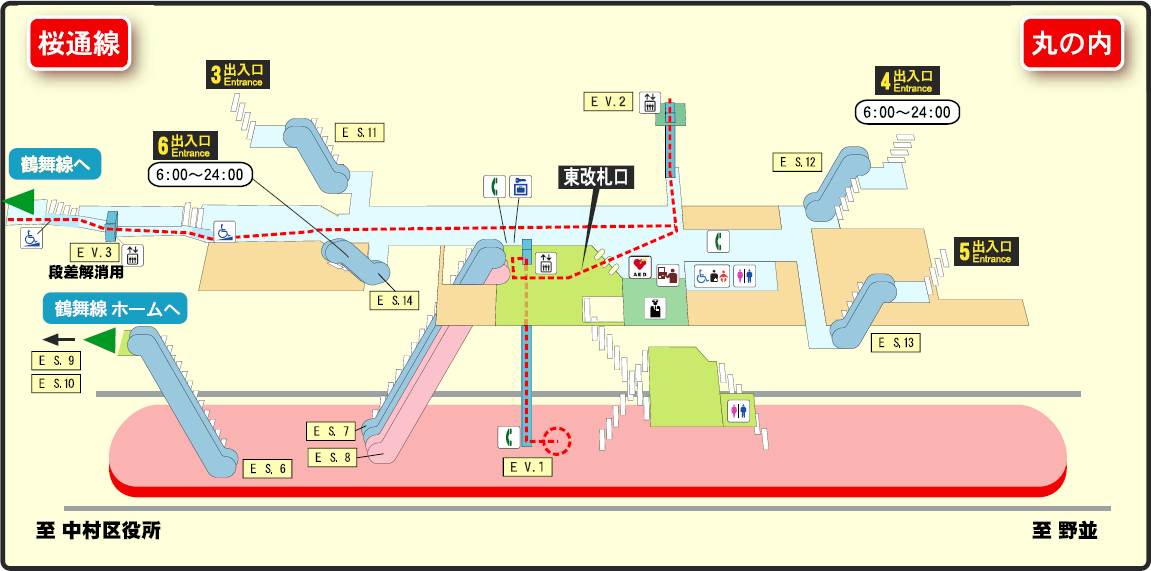

| ホーム | 路線   | 行先                     |
| ------ | ------ | ------------------------ |
| 1      | 鶴舞線 | 伏見・赤池・豊田市方面   |
| 2      | 鶴舞線 | 浄心・上小田井・犬山方面 |
| 3      | 桜通線 | 今池・新瑞橋・徳重方面   |
| 4      | 桜通線 | 名古屋・太閤通方面       |

- 丸の内駅構内図

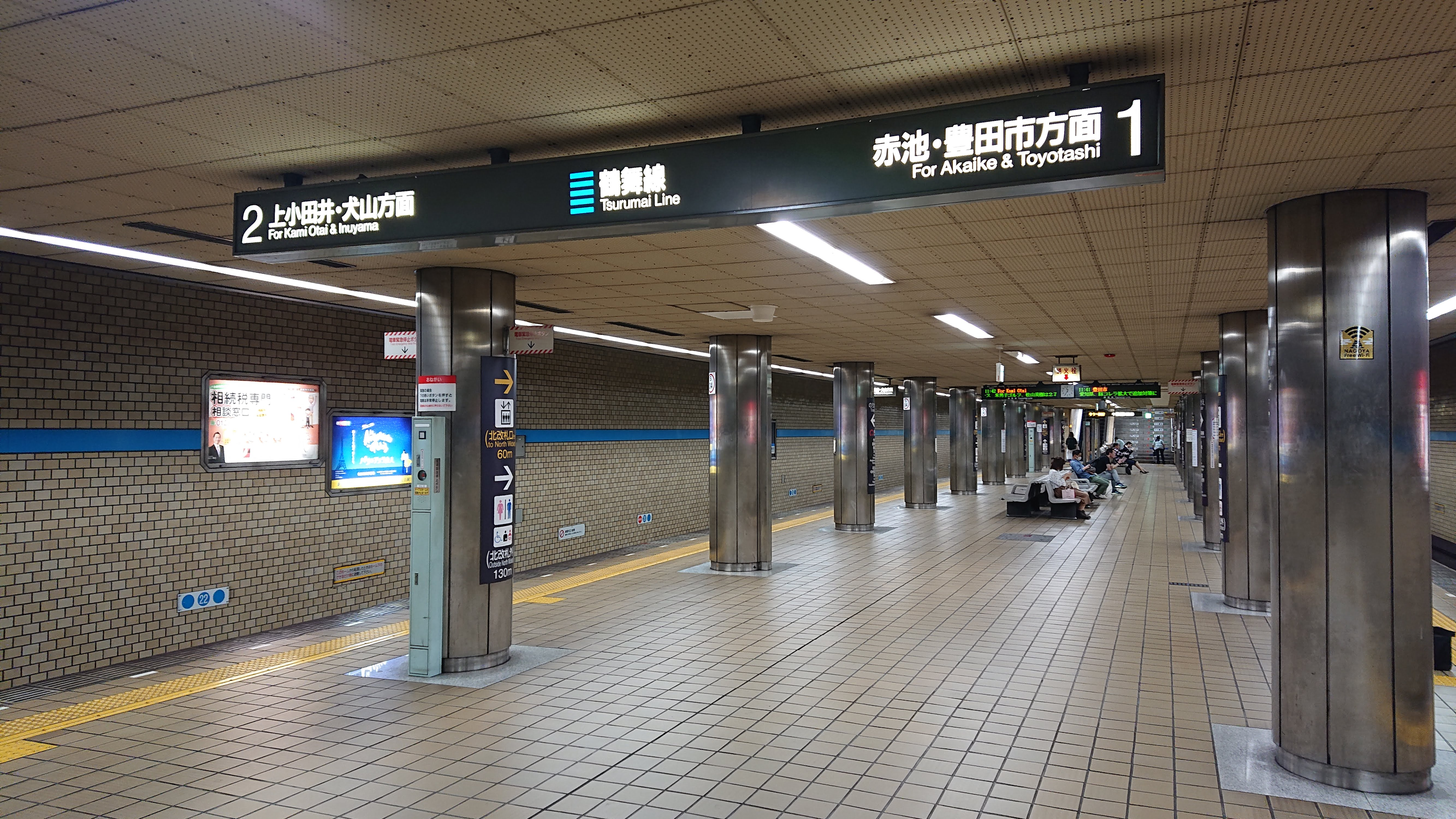
鶴舞線のホーム
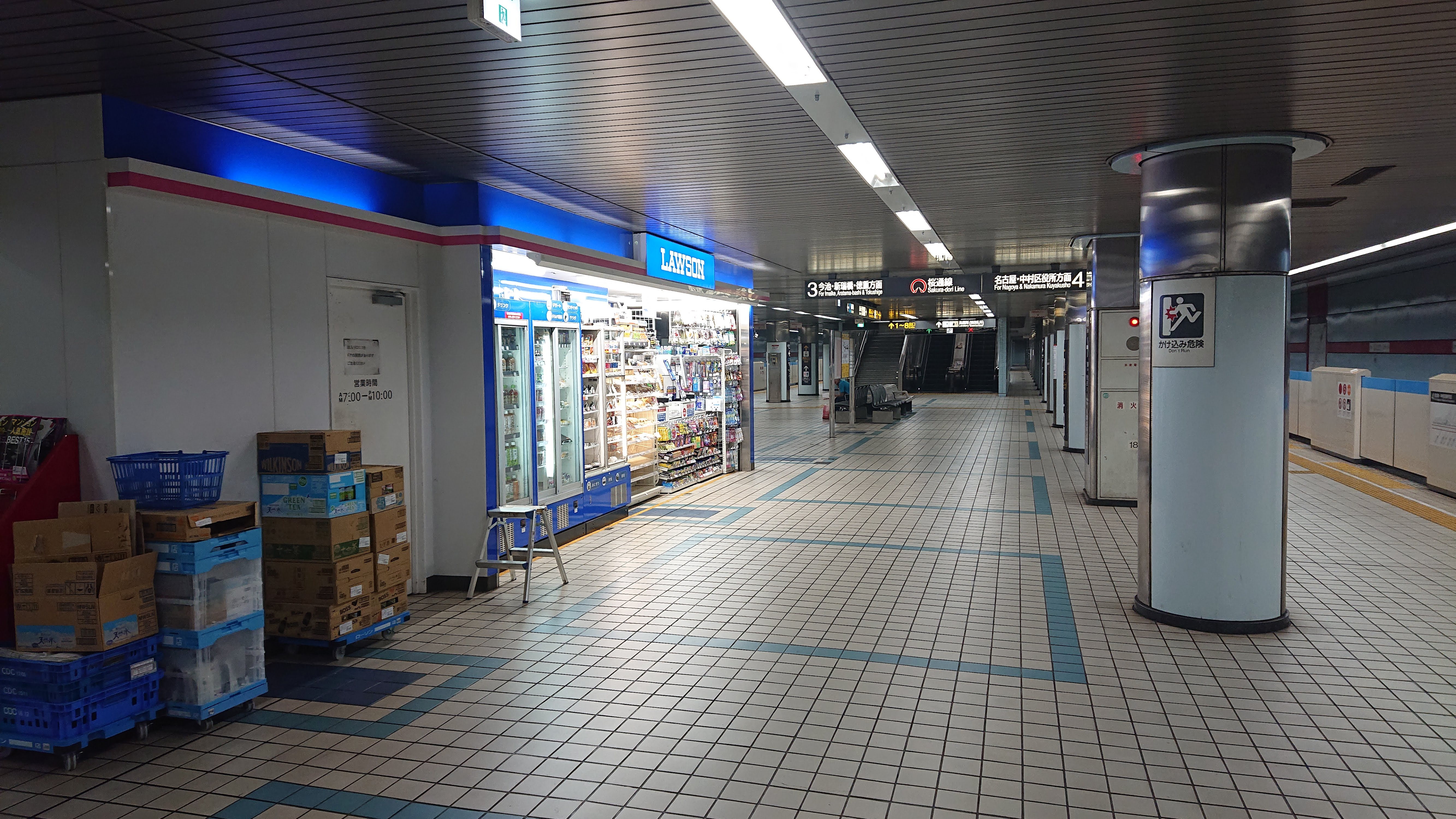
桜通線のホーム
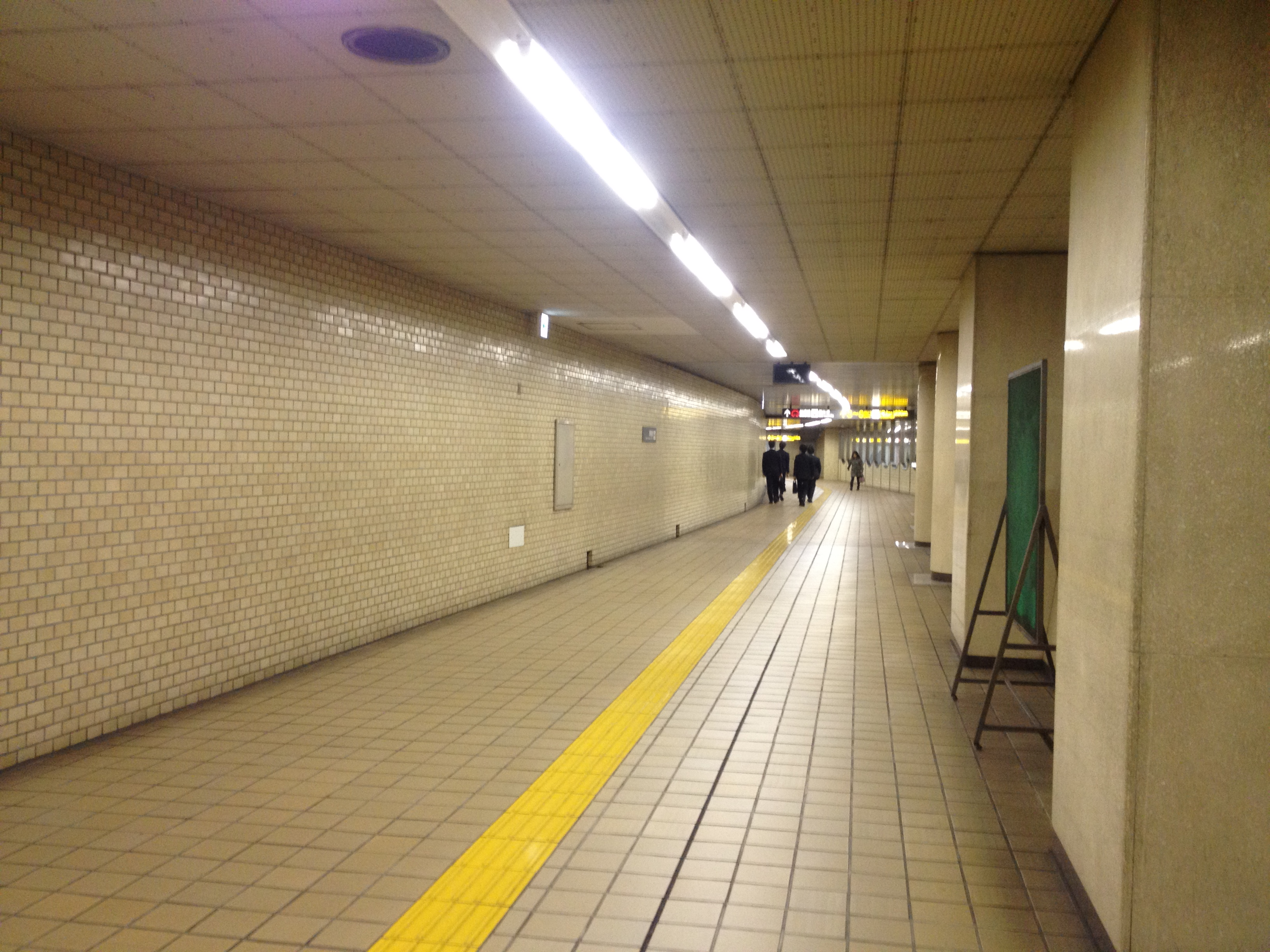
鶴舞線と桜通線をつなぐ連絡通路
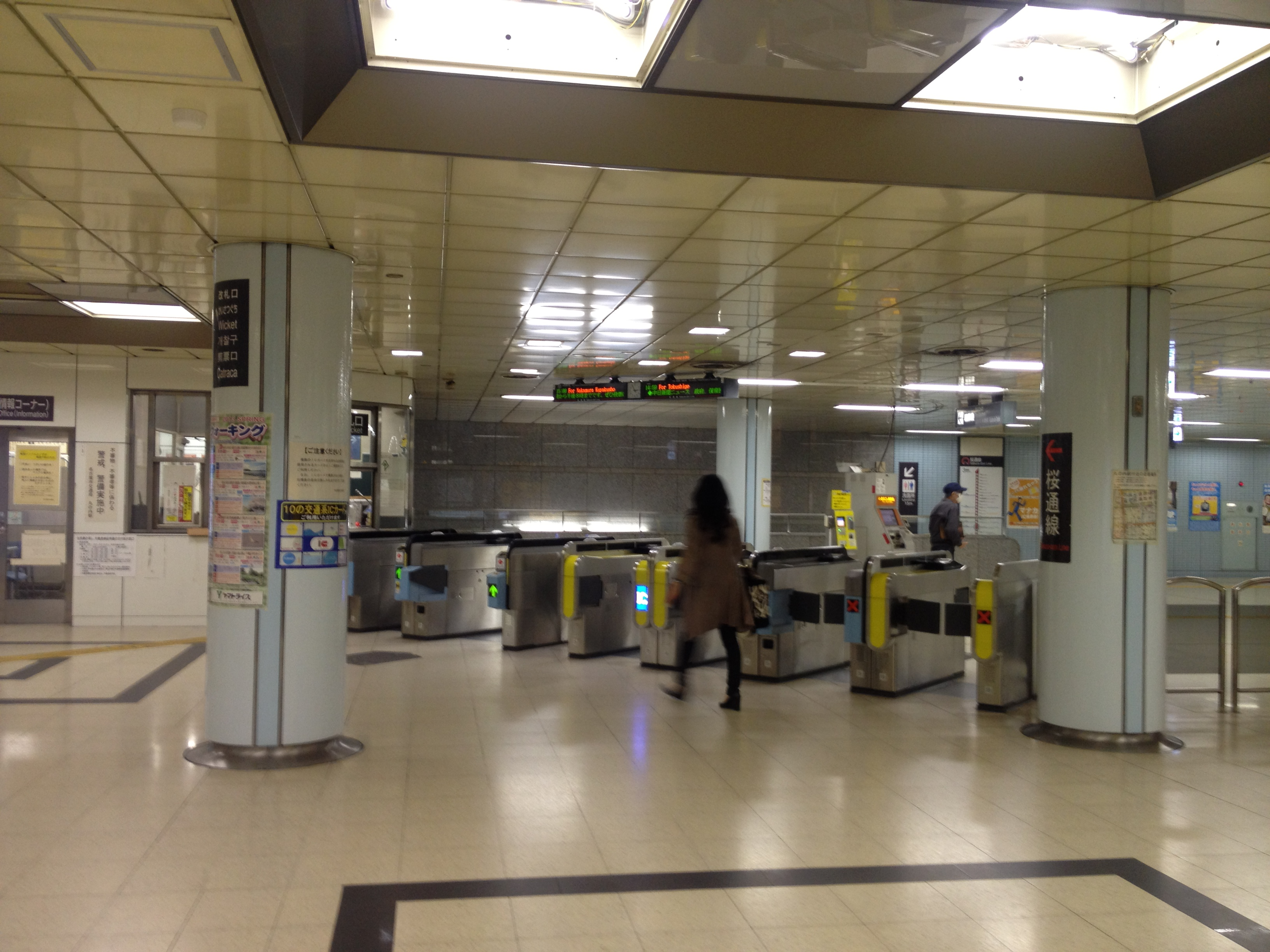
桜通線改札口

### 配線図
|                              | ↑ 桜通線 今池・野並・徳重方面          |                                      |
| ← 鶴舞線 上小田井 ・犬山方面 | 名古屋市営地下鉄 丸の内駅 構内配線略図 | → 鶴舞線 赤池・日進工場 ・豊田市方面 |
|                              | ↓ 桜通線 名古屋・太閤通方面            |                                      |
| 凡例 出典:                   |                                        |                                      |

## 利用状況
利用客数は、鶴舞線の駅の中では伏見駅・上前津駅に次ぎ3番目に多く、桜通線の駅の中では名古屋駅・久屋大通駅・今池駅に次いで4番目に多い。
以下は、乗り換え人員は含まない。
| 年度               | 鶴舞線乗車人員（人/日） | 桜通線乗車人員（人/日） | 乗車人員合計（人/日） |
| ------------------ | ----------------------- | ----------------------- | --------------------- |
| 2004年（平成16年） | 5,960                   | 9,226                   | 15,186                |
| 2005年（平成17年） | 6,289                   | 9,106                   | 15,305                |
| 2006年（平成18年） | 6,656                   | 9,161                   | 15,817                |
| 2007年（平成19年） | 6,761                   | 9,565                   | 16,326                |
| 2008年（平成20年） | 6,800                   | 8,944                   | 15,774                |
| 2009年（平成21年） | 6,275                   | 8,517                   | 14,792                |
| 2010年（平成22年） | 6,414                   | 8,502                   | 14,916                |
| 2011年（平成23年） | 5,705                   | 9,133                   | 14,838                |
| 2012年（平成24年） | 6,045                   | 9,632                   | 15,677                |
| 2013年（平成25年） | 6,208                   | 10,363                  | 16,571                |
| 2014年（平成26年） | 6,374                   | 10,866                  | 17,240                |
| 2015年（平成27年） | 6,757                   | 11,278                  | 18,035                |
| 2016年（平成28年） | 6,810                   | 11,335                  | 18,145                |
| 2017年（平成29年） | 6,966                   | 11,738                  | 18,705                |
| 2018年（平成30年） | 7,269                   | 12,272                  | 19,541                |
| 2019年（令和元年） | 7,432                   | 12,291                  | 19,723                |

## 駅周辺
詳細は「丸の内 (名古屋市)」を参照。

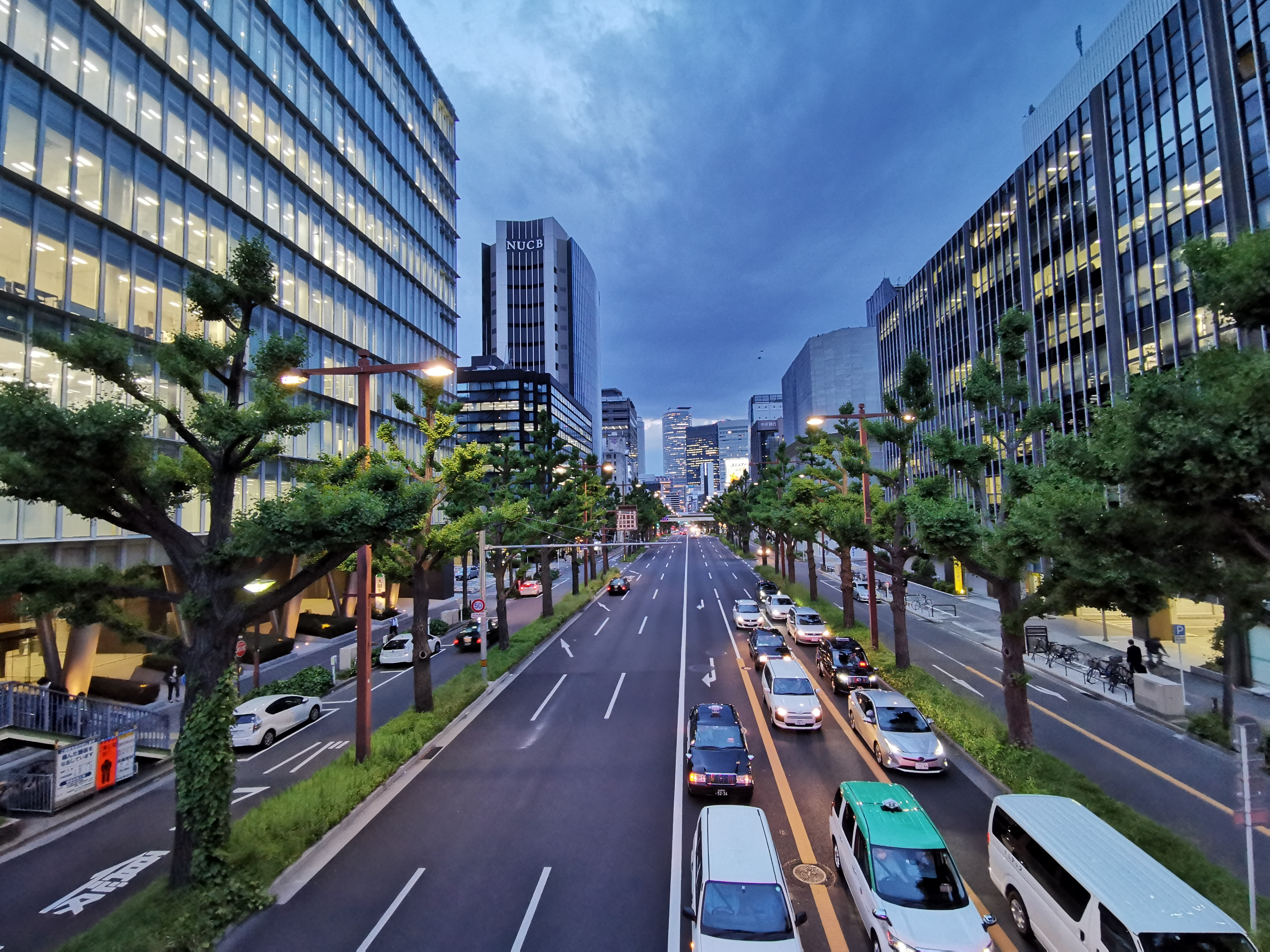
丸の内のオフィス街

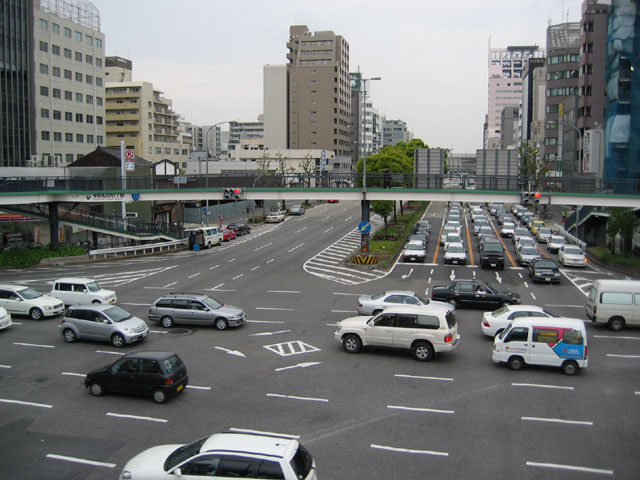
駅直上の十字路（日銀前交差点）。四方とも歩道橋で結ばれている。

周辺は、桜通（国道19号）や伏見通（国道22号）沿いを中心に中高層のオフィス・ビル等が建ち並ぶ業務高度商業地区である。

### 名勝・旧跡・道路
- 愛知縣護國神社
- 那古野神社
- 伏見通（国道22号、国道19号）
- 桜通（国道19号、愛知県道68号名古屋津島線）
- 名古屋東照宮

### 公共施設・官公庁。病院など
- 名古屋高地裁合同庁舎（名古屋高等裁判所・名古屋地方裁判所）、名古屋家庭・簡易裁判所庁舎（名古屋家庭裁判所・名古屋簡易裁判所）
- 愛知芸術文化センター
  - 愛知県図書館
- 愛知県産業貿易館
- 名古屋市交通局 市営交通資料センター
- 中小企業基盤整備機構 中部支部
- 在名古屋ブラジル総領事館
- 中日病院

### 主な文教施設
- 名古屋商科大学大学院　名古屋商科大学名古屋キャンパス
- 東京福祉大学 名古屋キャンパス
- 星城大学 名古屋丸の内キャンパス
- 名古屋市立丸の内中学校
- 名古屋福祉専門学校

### 丸の内駅周辺に本社を置く主な企業
- アルペン
- エムジーホーム
- オージェイティー・ソリューションズ（トヨタ自動車子会社）
- CMC Solutions（シイエム・シイの子会社）
- スガキコシステムズ
- 東建コーポレーション
- トラスト
- 中日新聞社
  - 中日新聞 編集局・制作局
  - 中日スポーツ 総局・編集局
- ナスラック
- ヤガミ

### 丸の内駅周辺に事業所を置く主な企業
- 旭情報サービス 中部支社
- アステラス製薬 名古屋支店
- 伊藤忠商事 中部支社
- エレコム 名古屋支社
- カンロ 名古屋支店
- 共栄火災海上保険 名古屋支社
- 清水建設 名古屋支店
- シモジマ 名古屋店
- スポーツニッポン新聞社 名古屋オフィス
- 住友ファーマ 東海支店
- 竹中工務店 名古屋支店
- 東京海上日動火災保険 愛知北支店・愛知南支店
- 日新火災海上保険 名古屋サービスセンター
- パスコ 中部事業部
- VTホールディングス 名古屋事務所
- 富国生命保険 名古屋支社
- プルデンシャル生命保険 名古屋南支社
- 丸紅 名古屋支社
- モリリン 名古屋支店
- ライオン 名古屋オフィス

### 金融機関など
- 日本郵政グループ名古屋ビル
  - 名古屋丸の内三郵便局
  - 日本郵政 中部ファシリティセンター
  - 日本郵便 東海支社
  - かんぽ生命保険 名古屋支店
- ゆうちょ銀行 名古屋貯金事務センター
  - 名古屋西郵便局 名古屋貯金事務センター内分室
- 名古屋丸の内郵便局
- 名古屋景雲橋郵便局
- 日本銀行 名古屋支店
- 十六銀行名古屋ビル
  - 十六銀行 名古屋営業部
  - 十六TT証券 名古屋営業所
- あいち銀行 名古屋中央支店
- 山口銀行 名古屋支店
- 八十二銀行 名古屋支店
- 福井銀行 名古屋支店
- 広島銀行 名古屋支店
- 伊予銀行 名古屋支店
- 福岡銀行 名古屋支店
- ブラジル銀行 名古屋出張所

### 主な宿泊施設
- アパヴィラホテル 〈名古屋丸の内駅前〉
- 東横INN 名古屋丸の内

## バス路線
最寄りのバス停は名古屋市営バスの桜通伏見と桜通本町である。地下鉄と並行しているため経由する路線は少ない。
- 基幹2 : 名古屋駅 - 桜通伏見 - 桜通本町 - 猪高車庫
- 栄13 : 栄 - 桜通本町 - 安井町西

## その他
- 当駅から北へ約500mほど進んだ場所にはかつて名鉄瀬戸線 堀川駅が存在した（1976年2月15日廃止）。

## 隣の駅
名古屋市営地下鉄
 鶴舞線
浅間町駅 (T05) - 丸の内駅 (T06) - 伏見駅 (T07)
 桜通線
国際センター駅 (S03) - 丸の内駅 (S04) - 久屋大通駅 (S05)
※ 括弧内は駅番号を示す。

#### WEB
1. ↑  “交通広告メディアガイド2024年版” (PDF).   名古屋市交通局. p. 12. 2025年3月10日閲覧。
2. ↑  “地下鉄桜通線全駅に可動式ホーム柵を設置しました！”.   名古屋市交通局 (2011年8月16日). 2011年11月1日時点のオリジナルよりアーカイブ。2025年3月10日閲覧。
3. ↑  “名古屋市公報（本号第159号）” (PDF).   名古屋市役所. p. 32 (2022年7月6日). 2022年8月8日時点のオリジナルよりアーカイブ。2022年8月8日閲覧。
4. ↑  “鶴舞線可動式ホーム柵の据え付け日、稼働開始日”.   名古屋市交通局. 2025年3月10日時点のオリジナルよりアーカイブ。2025年3月10日閲覧。
5. ↑  “丸の内駅のりかえ用エレベーターの供用開始について”.   名古屋市交通局. 2018年11月6日時点のオリジナルよりアーカイブ。2018年11月6日閲覧。
6. ↑  “駅施設のあらまし” (PDF). 交通局事業概要（令和5年度）.   名古屋市交通局. p. 48 (2023年7月). 2025年3月10日閲覧。
7. ↑  【鉄道の運転席映像・鶴舞線】線路の先には何がある？【名古屋市営地下鉄・丸の内駅～赤池駅】 - YouTube
8. ↑  プロジェクト紀行 地下鉄が変えた街　平成24年4月号　池田 誠一（一般社団法人日本電気協会中部支部発行）
9. ↑  “高畑駅はじめ8駅にローソンがオープン”.   名古屋市交通局 (2017年7月12日). 2017年7月28日時点のオリジナルよりアーカイブ。2017年7月23日閲覧。
10. ↑  “名古屋市営地下鉄内に新たな駅ナカコンビニが誕生 7月18日（火）に「ローソン」8店舗オープン”.   ローソン (2017年7月10日). 2017年7月28日時点のオリジナルよりアーカイブ。2017年7月23日閲覧。
11. ↑  “閉店のお知らせ”.  株式会社ビーエスエス (2017年3月29日). 2017年4月20日時点のオリジナルよりアーカイブ。2017年4月20日閲覧。
12. ↑  名古屋市統計年鑑より。
13. ↑  国土交通省土地・建設産業局『主要都市の高度利用地地価動向報告〜地価ＬＯＯＫレポート〜 【第９回】 平成２１年第４四半期』（レポート）2010年2月。オリジナルの2011年6月1日時点におけるアーカイブ。

#### 雑誌
1. ↑  「特集 短絡線ミステリー6」『鉄道ファン』第43巻第2号、交友社、2003年2月、10頁。

#### 書籍
1. 1 2  「私鉄年表」『私鉄車両編成表 -全国版- '82年版』ジェー・アール・アール、1982年3月1日、135頁。
2. ↑  「私鉄年表」『私鉄車両編成表 90年版』ジェー・アール・アール、1990年10月1日、164頁。ISBN 4-88283-211-9。
3. ↑  井上孝司 2009, p. 178.